# Turbo sarmaticus
Turbo sarmaticus là một loài ốc biển, là động vật thân mềm chân bụng sống ở biển trong họ Turbinidae.

## Hình ảnh

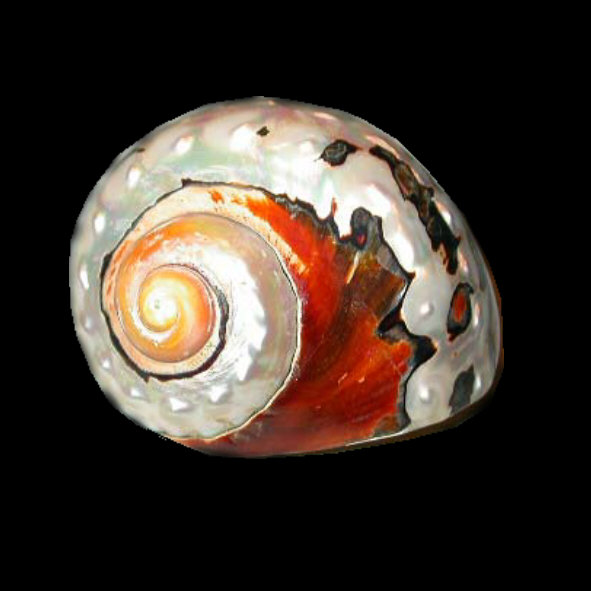
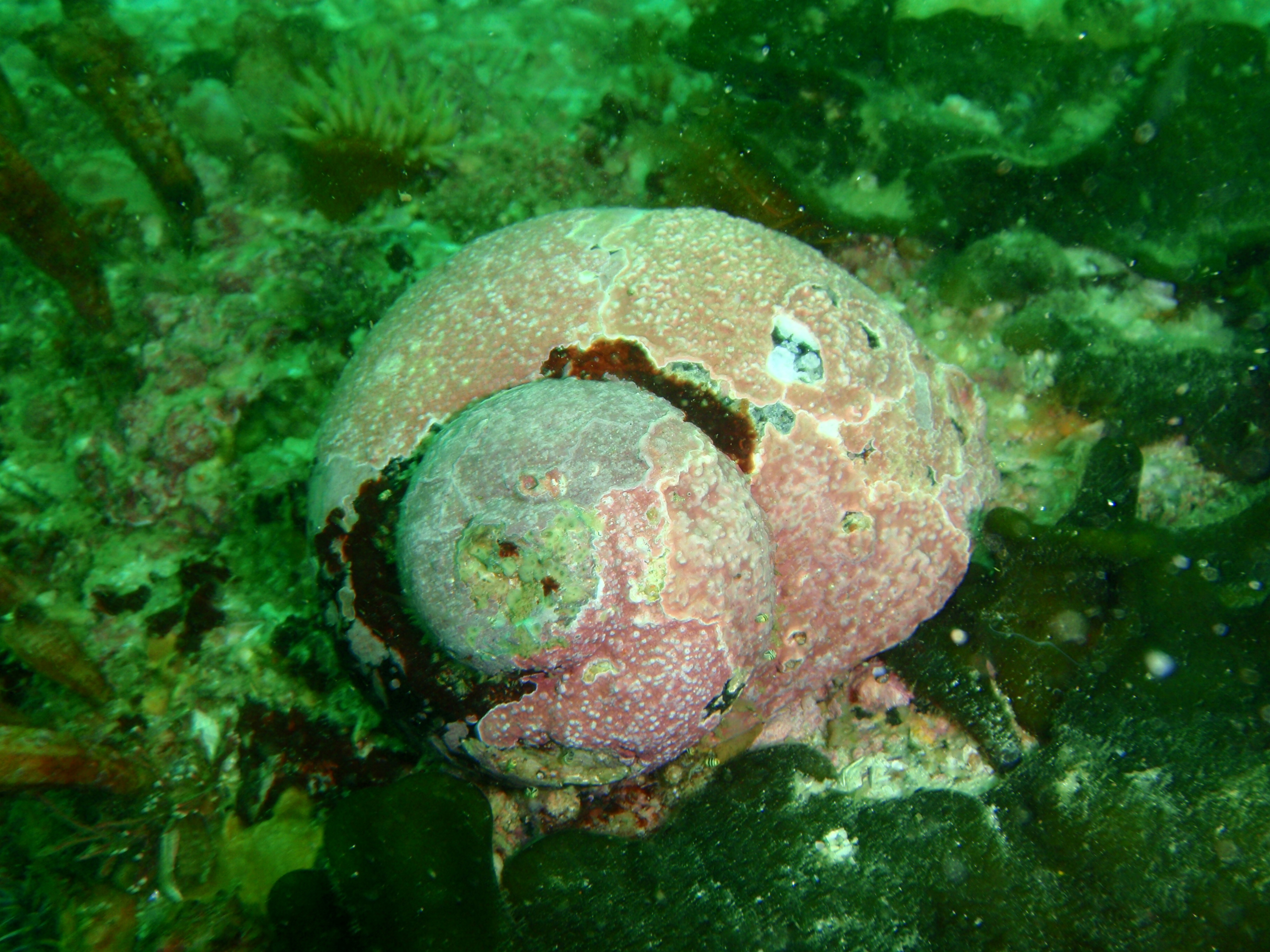
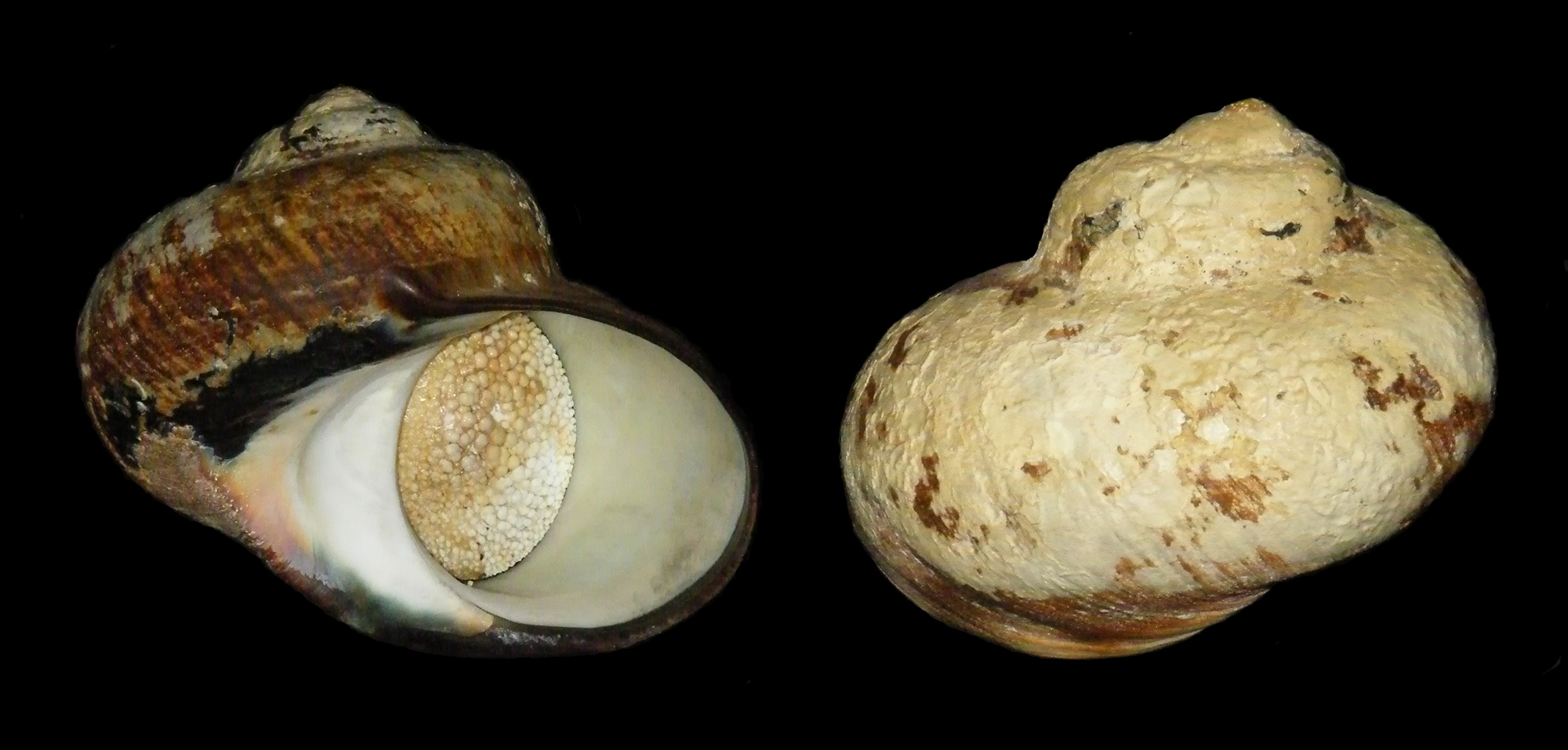

## Miêu tả
|  |  |